# Saint-Didier-de-Bizonnes
Saint-Didier-de-Bizonnes este o comună în departamentul Isère din sud-estul Franței. În 2009 avea o populație de 272 de locuitori.

## Evoluția populației
| An        | 1975 | 1982 | 1990 | 1999 | 2006 | 2009 |
| --------- | ---- | ---- | ---- | ---- | ---- | ---- |
| Populație | 170  | 147  | 175  | 208  | 240  | 272  |